# Dasygaster leucanioides
Dasygaster leucanioides är en fjärilsart som beskrevs av Achille Guenée 1852. Dasygaster leucanioides ingår i släktet Dasygaster och familjen nattflyn. Inga underarter finns listade i Catalogue of Life.

## Bildgalleri

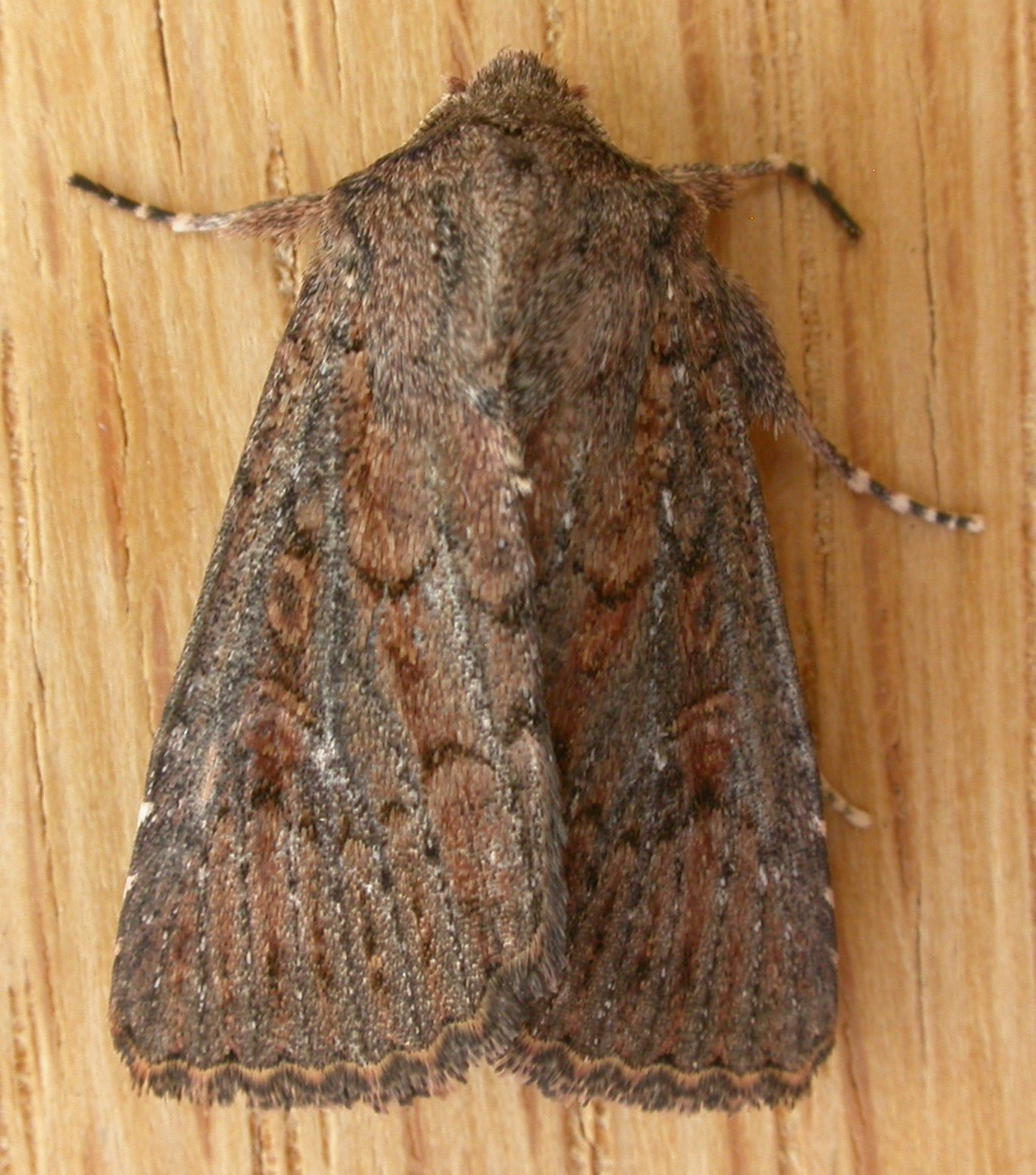
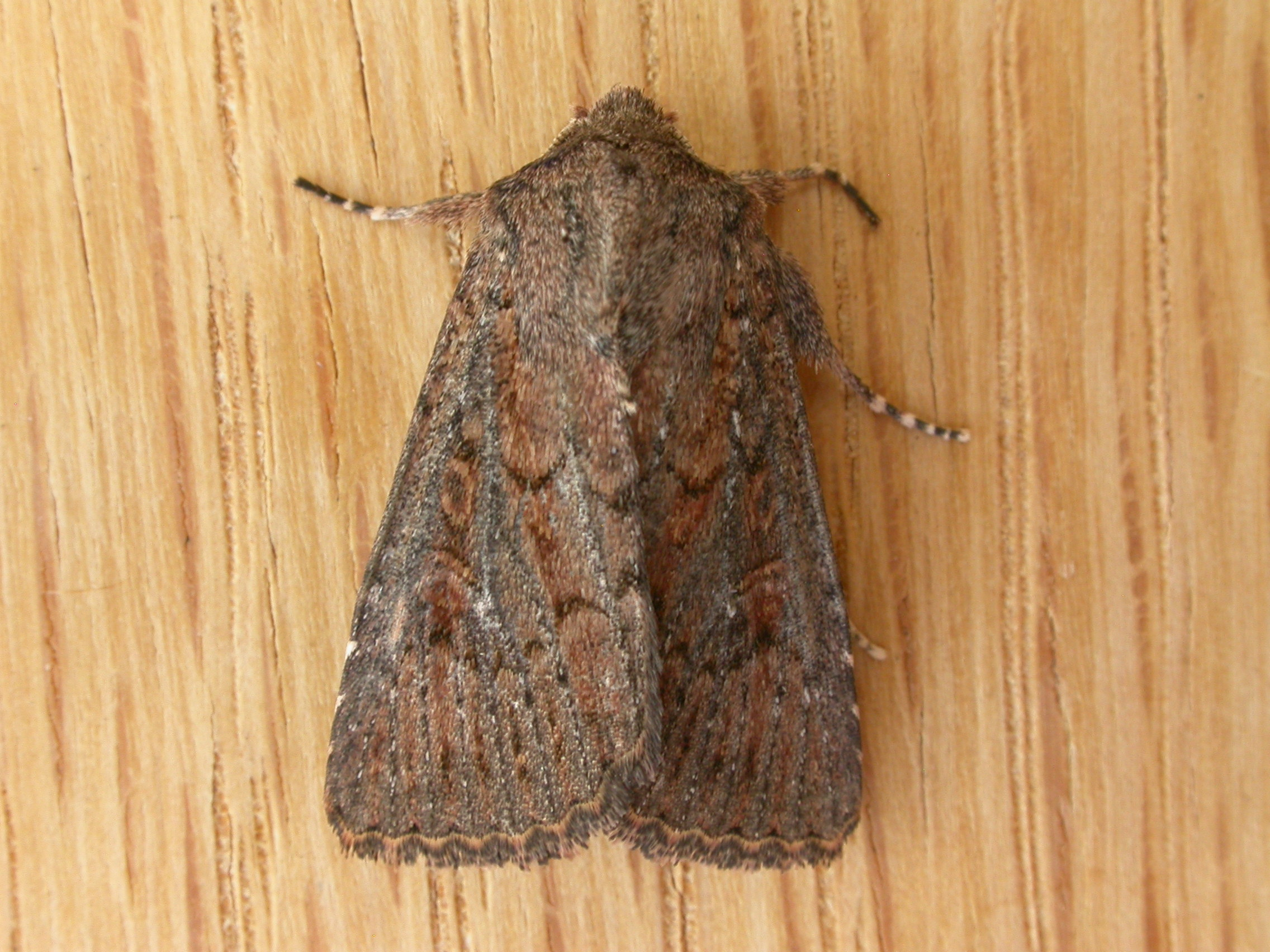